# Due donne - Passing
Due donne - Passing (Passing) è un film del 2021 diretto da Rebecca Hall.
Il film, debutto alla regia dell'attrice britannica, è l'adattamento cinematografico del romanzo Passing del 1929 scritto da Nella Larsen.

## Trama
Irene Redfield, una donna afroamericana dalla pelle chiara che vive ad Harlem, incontra per caso in un hotel un'amica d'infanzia, Clare. Mentre Irene si identifica come afroamericana ed è sposata con un medico nero, Clare ha sposato un ricco uomo bianco apertamente razzista per convenienza facendosi passare lei stessa per bianca e nascondendo le sue vere origini.
Clare invita Irene all'hotel dove alloggia con suo marito John per un viaggio d'affari. Clare racconta che dopo la morte del padre è stata allevata da due zie bianche e si è sposata molto giovane. Le due vecchie amiche vengono interrotte da John, il quale disprezza e degrada apertamente gli afroamericani ignaro del background razziale di sua moglie. Nonostante questo incontro iniziale e imbarazzante Clare si rivolge a Irene per rinnovare la loro amicizia. Irene accetta con riluttanza.
Man mano che le due donne si ricongiungono, diventano sempre più coinvolte nelle vite e nelle insicurezze l'una dell'altra. Clare ammette che le manca il background afroamericano che ha dovuto reprimere per convenienza sociale e Irene la invita in un jazz club con suo marito Brian e il loro amico scrittore Hugh che Clare conosce di fama. Hugh non ne rimane positivamente impressionato mentre Irene nota un'evidente chimica tra Clare e Brian. Discutono anche del loro passato e Clare insiste sul fatto che era gelosa dell'atteggiamento affidabile e morale di Irene, mentre Irene stessa invidiava la personalità vivace e dallo spirito libero di Clare.
Clare ammette di non essere come Irene perché farebbe di tutto per ottenere ciò che vuole, anche se ciò significa ferire gli altri.
Irene e Brian discutono sull'opportunità o meno di informare i propri giovanissimi figli riguardo alle notizie sempre più cruente e drammatiche relative alle persecuzioni razziali a cui gli afroamericani vengono sottoposti negli Stati Uniti; al contrario di loro padre Irene ritiene che i bambini abbiano diritto a vivere un'infanzia spensierata. A questo proposito nota anche che i suoi figli si stanno legando sempre più a Clare al punto che sono entusiasti di vederla e delusi quando lei non frequenta la loro casa.
Dopo che Irene rimane a casa con i bambini in modo che Brian possa giocare a bridge con Clare, e in seguito difende Clare da un commento di Hugh, diventa paranoica sul fatto che tra i due possa nascere una relazione, dubbio che culmina in una lite tra lei e Brian.
Irene tenta di interrompere i contatti con Clare, ma Brian invita Clare a un tea party in onore di Hugh. Irene beve pesantemente e rompe accidentalmente una teiera cimelio dopo aver visto Brian e Clare parlare intimamente, anche se Hugh la protegge di fronte agli ospiti.
Mentre è fuori a fare shopping con la sua amica Felise, che non può certo passare per bianca, Irene incontra John ma taglia corto e scappa via quando inizia a rendersi conto che questi potrebbe rendersi conto della verità sull'origine razziale di sua moglie.
Quando i tre partono per partecipare a una festa in un appartamento del quartiere nero in cui in teoria la "bianca" e borghese Clare non dovrebbe partecipare ed è di fatto una clandestina, Irene le chiede cosa farebbe se John scoprisse la verità. Quando lei risponde che tornerebbe ad Harlem definitivamente Irene si innervosisce e rimane in silenzio per gran parte della serata. All'improvviso, mentre le due donne sono vicine ad una finestra aperta per fumare si sente John urlare con rabbia mentre cerca di fare irruzione nell'appartamento dopo aver evidentemente saputo della presenza della moglie.
Clare rimane orgogliosamente o incoscientemente calma mentre Irene la avvicina ancora di più a sé, John fa irruzione le inveisce contro e le dà della sporca bugiarda. Si lancia verso Clare per aggredirla, Irene prova a proteggere l'amica ma in una scena volutamente concitata e poco chiara Clare, forse spinta, forse no, precipita dalla finestra e muore nello sgomento generale.
Dopo qualche esitazione Irene scende lentamente le scale e raggiunge il cortile del palazzo d'epoca dove gli altri ospiti stanno parlando con la polizia. Interrogata dagli agenti che stanno cercando testimoni per ricostruire la dinamica dell'accaduto, Irene, molto provata e confusa, conferma che la caduta di Clare è stata effettivamente un incidente. Nel mentre, la neve purificatrice del Natale newyorkese copre lentamente la scena della tragedia.

## Produzione
Ruth Negga rimase sbalordita leggendo il romanzo di Nella Larsen, e quando Rebecca Hall le si presentò con una sceneggiatura basata sul libro, la Negga collaborò per realizzarne un film.
Le riprese del film sono iniziate nel novembre 2019.

## Promozione
Il primo trailer del film è stato diffuso il 21 settembre 2021.

## Distribuzione
Il film è stato presentato al Sundance Film Festival il 30 gennaio 2021 e distribuito su Netflix dal 10 novembre 2021, che ha acquistato i diritti del film per 15,75 milioni di dollari.

## Riconoscimenti
- 2022 - Golden Globe[6]
  - Candidatura per la migliore attrice non protagonista a Ruth Negga
- 2021 - Chicago Film Critics Association[7]
  - Migliore attrice non protagonista a Ruth Negga
- 2021 - Dallas-Fort Worth Film Critics Association[8]
  - Quarta miglior attrice non protagonista a Ruth Negga
- 2021 - Gotham Independent Film Awards[9]
  - Candidatura per il miglior film
  - Candidatura per il miglior regista esordiente a Rebecca Hall
  - Candidatura per la miglior sceneggiatura a Rebecca Hall
  - Candidatura per la miglior interpretazione protagonista a Tessa Thompson
  - Candidatura per la miglior interpretazione non protagonista a Ruth Negga
- 2021 - Sundance Film Festival
  - In concorso per il  Gran premio della giuria: U.S. Dramatic
- 2022 - British Academy Film Awards[10]
  - Candidatura per il miglior film britannico
  - Candidatura per la migliore attrice protagonista a Tessa Thompson
  - Candidatura per la migliore attrice non protagonista a Ruth Negga
  - Candidatura per il miglior esordio britannico da regista, sceneggiatore o produttore a Rebecca Hall
- 2022 - Directors Guild of America Award[11]
  - Candidatura per il miglior regista esordiente a Rebecca Hall
- 2022 - Independent Spirit Awards[12][13]
  - Miglior attrice non protagonista a Ruth Negga
  - Miglior fotografia a Eduard Grau
- 2022 - London Critics Circle Film Awards[14][15]
  - Migliore attrice non protagonista a Ruth Negga
  - Migliore attrice inglese/irlandese a Ruth Negga
  - Candidatura per il miglior regista esordiente inglese/irlandese a Rebecca Hall
- 2022 - Satellite Award[16]
  - Candidatura per la migliore attrice non protagonista a Ruth Negga
  - Candidatura per la miglior sceneggiatura non originale a Rebecca Hall e Nella Larsen
- 2022 - Screen Actors Guild Award[17]
  - Candidatura per la migliore attrice non protagonista cinematografica a Ruth Negga